# Тоодсі (Риуге)
Тоодсі (ест. Toodsi) — село в Естонії, входить до складу волості Риуге, повіту Вирумаа.